# Marián Gallo
Marián Gallo (6. června 1928, Martin – 19. ledna 2001, Bratislava) byl slovenský herec.
V roce 1952 absolvoval studium herectví na ODK při Státní konzervatoři v Bratislavě. V letech 1948–1950 byl členem Slovenského komorního divadla v Martině a v letech 1950–1995 členům Činohry SND, kde vytvořil řadu postav ve více než 120 inscenacích. Rozsahem menší postavy z vážného i komediálního repertoáru ztvárňoval vždy kultivovaně, s důslednou kresbou charakteru a působivou jevištní řečí.

## Filmografie
- 1952: Mladé srdcia (Lipner)
- 1957: Štyridsaťštyri
- 1963: Ivanov (host)
- 1964: Archimedov zákon
- 1966: Jeden deň pre starú paniu (barman)
- 1970: Naši pred bránami
- 1978: Poéma o svedomí (Lettrich)
- 1982: Kočka (muž z autoservisu)
- 1983: Výlet do mladosti (profesor)